# إدسون وايت
إدسون وايت (بالإنجليزية: Edson White)‏ هو ناشر أمريكي، ولد في 28 يوليو 1849، وتوفي في 3 يونيو 1928.